# Георг Каспар фон дер Остен
Георг Каспар фон дер Остен (на немски: Georg Caspar von der Osten; * 27 март 1660; † 7 юни 1736 във Визбу (Визцобор), Померания) е благородник от род фон дер Остен от Померания.
Той е третият син на Ото Кристоф фон дер Остен (1630 – 1673) и съпругата му Ева Ердмута фон Цитцевитц, дъщеря на Петер фон Цитцевитц († 1653) и Вероника фон Ятцков († 1669).
Брат е на Петер Кристоф фон дер Остен (1658 – 1730), кралски датски главен дворцов маршал, от 1701 г. кралски пруски камер-президент и главен дрост в Минден, Ото Фридрих фон дер Остен (1659 – 1728), кралски датски генерал-майор, командир на крепостта Дронтхайм в Норвегия, и Якоб Франц фон дер Остен (1664 – 1739), кралски датски бюджетен и държавен министър, камерхер и кухненски майстер.

## Фамилия
Георг Каспар фон дер Остен се жени	на 3 март 1696 г. в Ринов за Хелена Юлиана фон Лепел (* 11 март 1675, Нетцелков; † 6 април 1713, Визбу), дъщеря на Йоахим Фолрат фон Лепел († 1695/1700) и
Кристина Елизабет фон Фолкман. Те имат децата:
- Петер Кристоф фон дер Остен (* 30 декември 1702, Визбу; † 24 ноември 1769, Визбу), кралски пруски капитан, поет, женен на	31 юли 1738 г. в Даргислаф за Хедвиг фон Цастров (* 29 юли 1717, Даргерьозе; † 10 май 1790, Визбу); имат дъщеря и син
- Елизабет Ева фон дер Остен († 1745), манстирска дама на манастир Мариенфли